# Kostel Všech svatých (Litoměřice)
Kostel Všech svatých v Litoměřicích je barokní děkanský kostel, který se nachází v centru města Litoměřic na nároží Dlouhé a Jezuitské ulice v jihovýchodním koutu Mírového náměstí naproti Staré radnici. Pro typickou bílou barvu na fasádě se mu také říkává prostě jen bílý kostel. 
Výraznou dominantou stavby je věž vysoká 54 metrů s ochozem a věžními hodinami. Mezi nejzajímavější artefakty v jeho interiéru patří obraz Kristus na hoře Olivetské litoměřického mistra z počátku 16. století, z vnější výzdoby pak socha Panny Marie s Ježíškem na jižní straně budovy. Kostel je chráněn jako kulturní památka.

## Historie

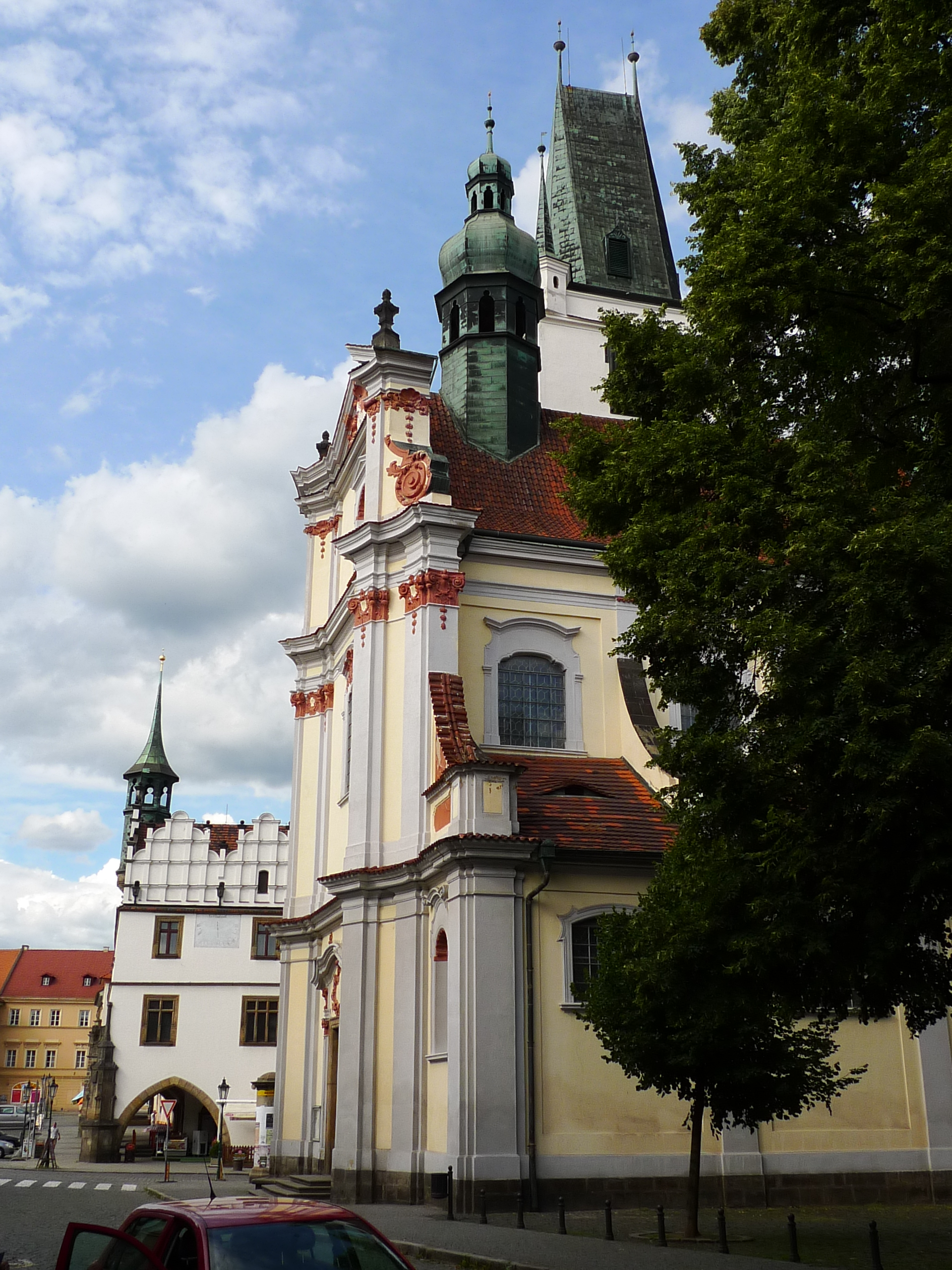
Mírové náměstí, vlevo od kostela stojí renesanční Stará radnice

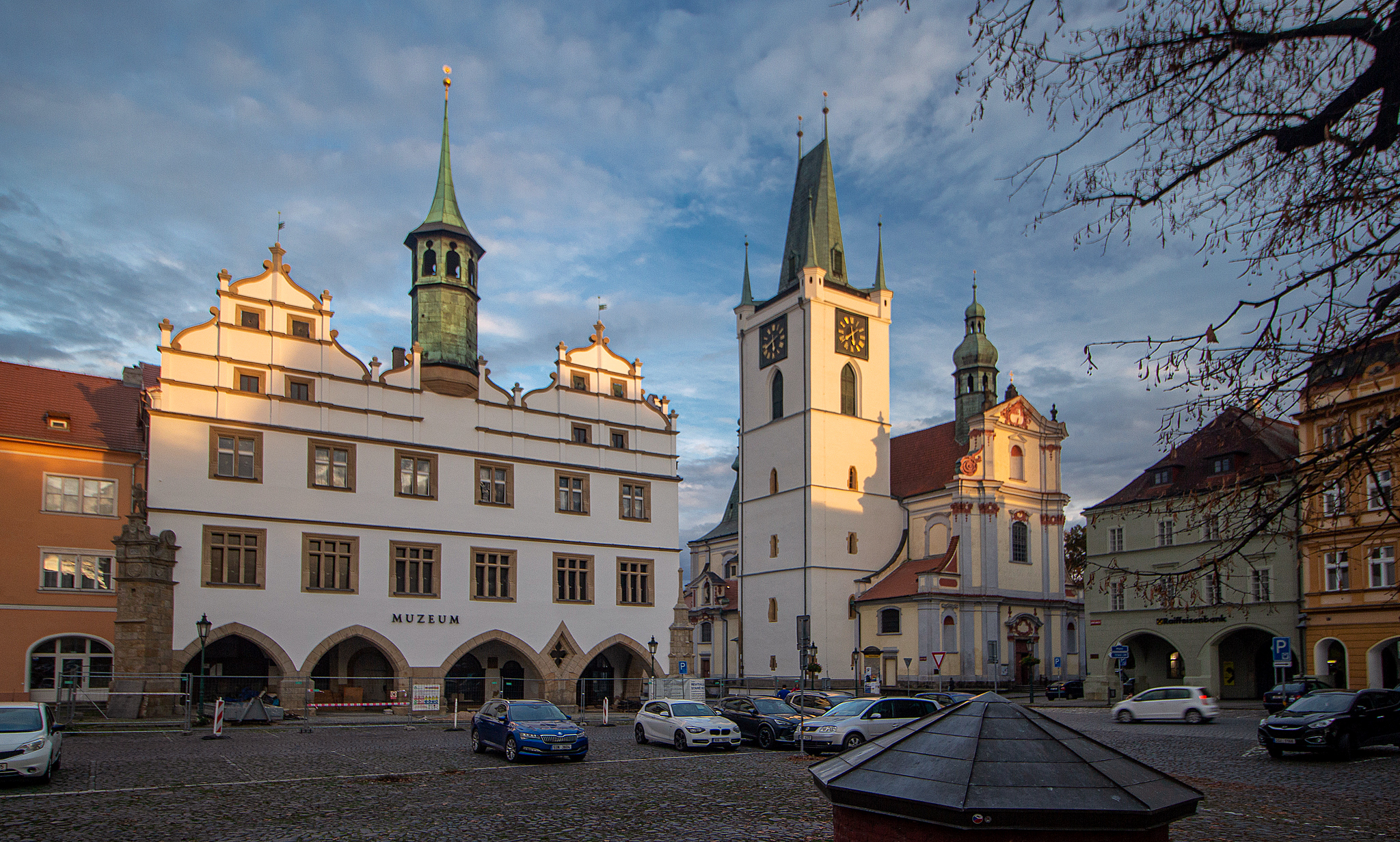
Mírové náměstí, vlevo od kostela stojí renesanční Stará radnice

V místě dnešního barokního kostela stával původně velmi starý, původně románský, církevní objekt, z první poloviny 12. století (nachází se zde nejstarší dochované zdivo ve městě), jenž postupem doby prošla řadou přestaveb. První písemné zmínky o něm pocházejí z roku 1235 z doby, kdy byl kostel součástí raně středověkého městského opevnění, jeho součástí byl i přilehlý hřbitov, který zde býval až do roku 1790. 
Přibližně roku 1350 zde začal kázat Konrád Waldhauser. V roce 1480 prošel chrám gotickou přestavbou, v roce 1501 začala přestavba kostelní věže, která postupně probíhala po celé 16. století, kdy na věž přibyly v roce 1554 věžní hodiny a v roce 1584 i ochoz s věžičkami.
Loď byla původně kratší, což naznačují tři stanové střech z roku 1570. V té době bylo obyvatelstvo kališnické, a proto zčásti zachovávají tvar kalicha. Prodloužena k západu byla v roce 1612. Na hřebenu střechy za dnešním průčelím se nachází „panenská věžice“ s letopočtem 1616. Kupolová centrální kaple sv. Rocha po severním boku a sv. Jana Nepomuckého po jižním boku, jakož i sousední kapli sv. Barbory přistavěl mezi lety 1697 (1676?) – 1703 Giulio Broggio. Již boční loď a ostatní severní kaple přistavěl v letech 1717–1724 Octavio Broggio, který zároveň provedl úplnou barokizaci celé stavby a zapojil do ní i starší středověkou věž. Oba Broggiové, otec i syn, byli posléze pohřbeni pod presbytářem kostela. Štukatérské práce prováděli Franz a Matheus Dollingerové, kamenické Andreas Kraus, hlavice pilastrů zhotovil Petr Bianco, vázy s plameny Josef Fischer. O opravě kostela došlo v letech 1740–1746, pak zevně zvláště v roce 1888 a 1925, uvnitř v letech 1897–1898, v roce 1935 a poté na počátku 21. století v období kdy byl duchovním správcem děkan Karel Havelka.

## Architektura

### Exteriér
Kostel prodělal složitý stavební vývoj. Presbytář je v jádře gotický. Pod střechou severní boční kaple jsou zazděná okna z doby okolo roku 1280. Současný barokní kostel je podélnou stavbou bazilikálního typu. Má polygonální presbytář, nižší přístavky sakristií, boční loď a kaple, které zčásti vystupují. Při severním boku je vysoká gotická věž. Průčelí kostela je trojdílné. Je trojosé se složitě profilovanými římsami a dvěma průběžnými vertikálními štenýři trojbokých pilastrových svazků s proláklými vnějšími boky. Hlavní portál je obdélný v pilastrové edikule s vázami a zvlněnou římsou. V bočních polích se nacházejí niky. V patrové části hlavního portálu je osové okno s trojdílným záklenkem. Nad hlavní římsou se nachází nástavec s volutovými křídly. V trojúhelníkovém štítu je akantová kartuše s městským znakem. Nad střechami bočních kaplí jsou proláklé hřebeny mezikaplových stěn. Okna kostela jsou obdélná se štukovými římsami rozmanitých tvarů. Při severním boku z ulice je zvláštní schodiště ke dveřím sv. Rocha, která má proláklé průčelí a lucernu na střeše. Z jižního boku vystupuje kaple sv. Barbory, která má stejné průčelí jako kaple sv. Rocha, ale je bez schodů a lucerny. Původní opěrné pilíře chórového závěru byly barokizovány do podoby pilastrových štenýřů.

### Interiér

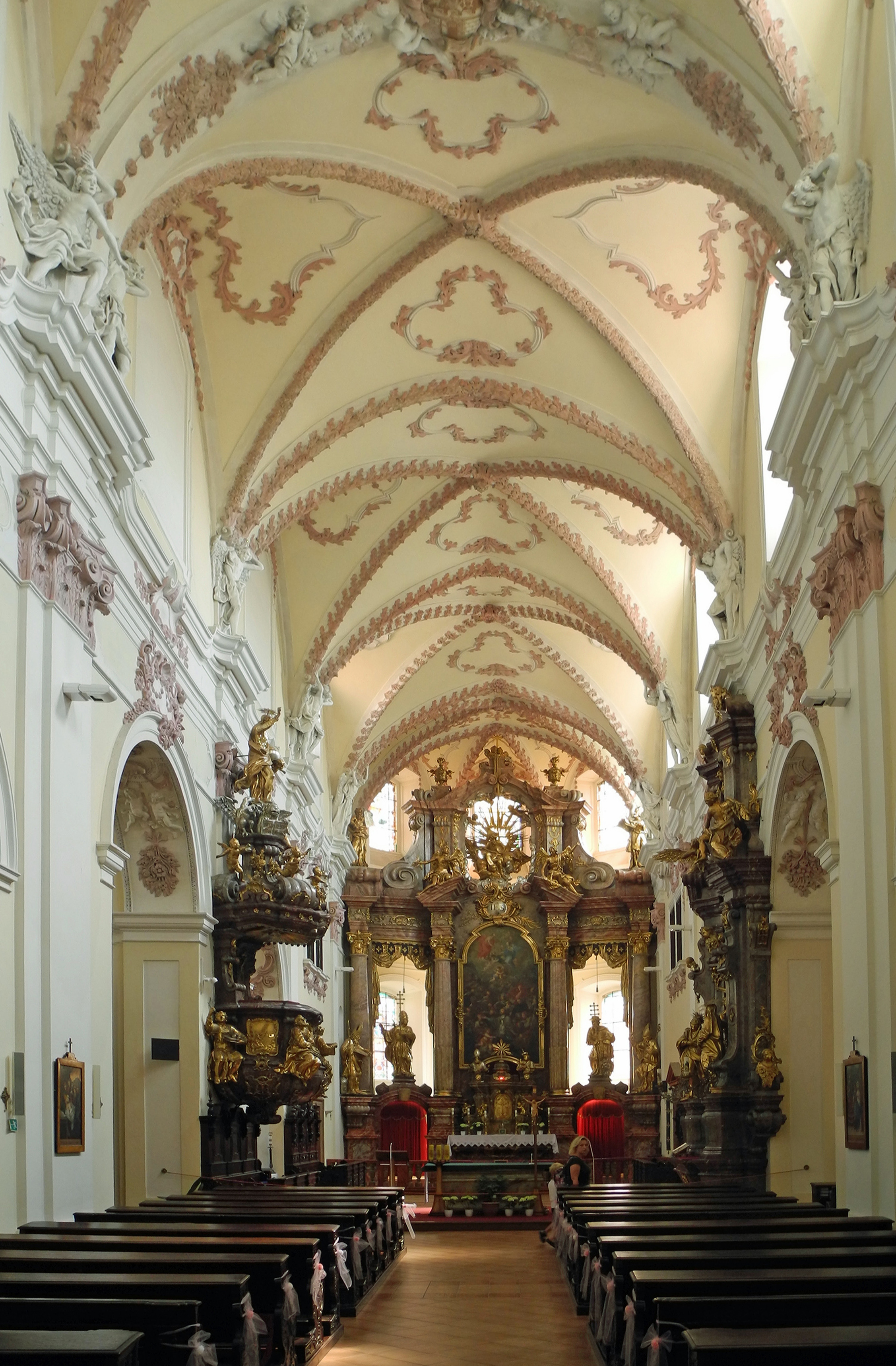
Barokní interiér lodi kostela směrem k hlavnímu oltáři

Uvnitř jsou v hlavní lodi křížové klenby s bohatě štukovanými žebry. Hustě profilovaná hlavní římsa s plastikami andělů je pod okny propadlá. Na pilířích mezi arkádami bočních kaplí jsou vysoké pilastry s korintskými hlavicemi od Petra Bianka. Všude na klenbách, stěnách, římsách a při oknech je velmi bohatá štuková ornamentika, zejména od Mathea Dollingera. V bočních lodích a kaplích jsou jednak kupole s lucernou, a jednak příčné valené klenby nebo české placky.

### Zařízení

#### Severní strana
Na severní straně vlevo v 1. kapli je zpovědnice z roku 1776. Pochází od Andreae Schütze a Franze Witkopfa. Na dvířkách se nachází reliéf a zpovědnice je zdobena rokokovými i luisézními řezbami. Na pilíři 1. kaple je oltář sv. Jana a sv. Pavla, který je u umělého mramoru. Jde o rokokový portálový oltář s andílky, dílo z roku 1747 od Jana V. Hennevogela. Titulní oltářní obraz z roku 1759 je připisován Janu Čechovi (Czechovi). Ve 2. kapli je oltář Panny Marie Karlovské. Je rokokový, portálový, sloupový, z umělého mramoru z roku 1750 od Hennevogela. Oltář má nástavec s volutovými křídly, četné plastické doplňky. Titulní obraz a oválný obraz v nástavci jsou původní. Po stranách stojí bíle štafírované sochy sv. Jana Křtitele a klečícího sv. Viléma. Ve 3. kapli je barokní oltář sv. Anny. Pochází z roku 1721. Je dřevěný, portálový a sloupový. V nástavci má akantové kartuše a nese četné plastické doplňky. Titulní obraz sv. Anny s Ježíškem a Pannou Marií i oválný obraz v nástavci jsou původní. Po stranách oltáře sv. Anny jsou dřevěné polychromované a zlacené sochy sv. Josefa a sv. Jáchyma. Na oltářní menze je rokoková skříňka z 3. čtvrtiny 18. století s Jezulátkem. Ve čtvrté kapli je barokní oltář sv. Josefa z roku 1729. Oltář nese nástavec s velikým oválným obrazem v bohatě řezaném akantovém rámu se dvěma velkými anděly a dalšími plastickými doplňky. Na oltářní menze je rokoková řezaná skříňka z poloviny 18. století se sochou Piety. Dvě barokní zpovědnice pocházejí ze 2. čtvrtiny 18. století. Jsou bohatě řezané. Na dvířkách mají reliéfy od Mistra z Teplic(?). Zpovědnice byly do kostela přenesené v roce 1786 ze zrušeného jezuitského kostela. Kostelní lavice s pilastry a výplněmi pocházejí z roku 1829. Při čtvrtém pilíři  stojí rokoková kazatelna z 1et 1752–1753 ze dřeva, štafírovaného mramorováním, s dřevěnými řezbami sv. Petra, Pavla, Tomáše a Vavřince mezi pilastry. Jsou dílem sochaře Jana A. Eckerta a malíře Františka Beldingera, s polychromií Jana Hennevogela. Mezi nimi jsou tři reliéfy. Zadní stěna kazatelny je vypuklá. Na stříšce má sošky andílků s atributy, symboly evangelistů a žehnajícího Krista mezi volutami. Pod kazatelnou stojí šestimístná panská lavice z let 1746–1747, má boky členěné pilastry a bohatě řezaná dvířka. V 5. kapli, s kupolí a lucernou, je barokní oltář sv. Rocha z konce 17. století, který byl obnoven v roce 1892. Je portálový a sloupový, po stranách má akantová křídla. Oltářní obraz je novodobý, umístěný v secesním rámu. Sochy sv. Veroniky s rouškou a Krista u sloupku jsou barokní, dřevěné a zlacené. Pocházejí z poloviny 18. století. Původně byly u oltáře sv. Kříže. Deskový obraz Krista na Olivetské hoře namaloval Mistr Litoměřického oltáře v období po roce 1500. Je velmi dobře zachovaný a nachází se v novějším rámu s řezaným nástavcem rokokového tvaru. Zpovědnice je rokoková, s řezbami a reliéfem na kupoli z 3. čtvrtiny 18. století. Byla sem přenesena roku 1786 ze zrušeného jezuitského kostela. Lavice mají plastické řezby s volutovým nástavcem. Pocházejí ze 2. čtvrtiny 19. století. V presbytáři jsou po obou stranách rokokové magistrátní lavice z let 1746–1757, s pilastry, řezbami, nástavci a městskými znaky.

#### Hlavní oltář
Hlavní oltář zasvěcený Všem svatým je rokokový. Byl postaven v letech 1740–1746 patrně podle projektu Octavia Broggia, jeho synem Atoniem Broggia a vyzdoben mramorářem Janem Vilémem Hennevoglem, za účasti malíře a pozlacovače Franze Meinerta a sochaře Jana A. Eckerta. Tvoří jej rozměrná architektura typu trojosého triumfálního oblouku se čtyřmi sloupy. Má zvlněné náběhy rozeklaného štítu a pilastrový nástavec. Jsou zde četné plastické doplňky a zlacené dřevěné ornamenty. Titulní obraz má složitou figurální kompozici. Pochází z roku 1747 od Františka A. Müllera z Prahy. Před sloupy a na záklencích bočních průchodů jsou veliké sochy čtyř západních latinských otců: sv. Řehoře, sv. Jeronýma, sv. Ambrože a sv. Augustina. Nahoře nad nimi se nachází Mojžíš a Árón, sedící andělé a v nástavci Bůh Otec s andílky.

#### Jižní strana
Na jižní straně vpravo před presbytářem je kaple s kupolí a oltářem sv. Jana Nepomuckého. Barokní oltář je dřevěný z období kolem roku 1730. Pochází zřejmě od mistra z Teplic. Je portálový, sloupkový a má nástavec s volutovými křídly a četnými plastickými doplňky. Titulní obraz a oválný obraz v nástavci jsou původní. Nacházejí se zde čtyři reliéfy s výjevy ze života sv. Jana Nepomuckého. Po stranách oltáře jsou polychromované sochy sv. Václava a sv. Ludmily. V menze je umístěn ležící sv. Jan Nepomucký. Křtitelnice, která je pozdně gotického typu a pochází z 1. poloviny 16. století, je cínová. Pod kružbami má reliéfy světců, které pocházejí snad až z let 1628–1628. 

Na pilíři hlavní lodi je, z umělého mramoru, rokokový oltář Černé Matky Boží. Pochází z let 1756–1758 od Jana a Martina Hennevogelů, za účasti sochaře A. Eckerta a pozlacovače F. J. Beldingera. Tento oltář je portálový a má proláklý nástavec s pilastry a štítem. Dole po stranách má zlacené sochy sv. Anny a sv. Alžběty. Titulní obraz v rokokovém rámu pochází z roku 1758. Na menze je bohatě řezaný tabernákl z let 1767–1768 od Antonína Maxe ze Sloupu. V sousední jižní kapli je rokokový oltář sv. Babory. Pochází z roku 1740 od Jana K. Hennevogela. Je portikového typu, má kompozitní sloupky a nástavec. Titulní obraz je od Jana Petra Molitora z Prahy. Po stranách má sochy sv. Kateřiny a sv. Markéty. 

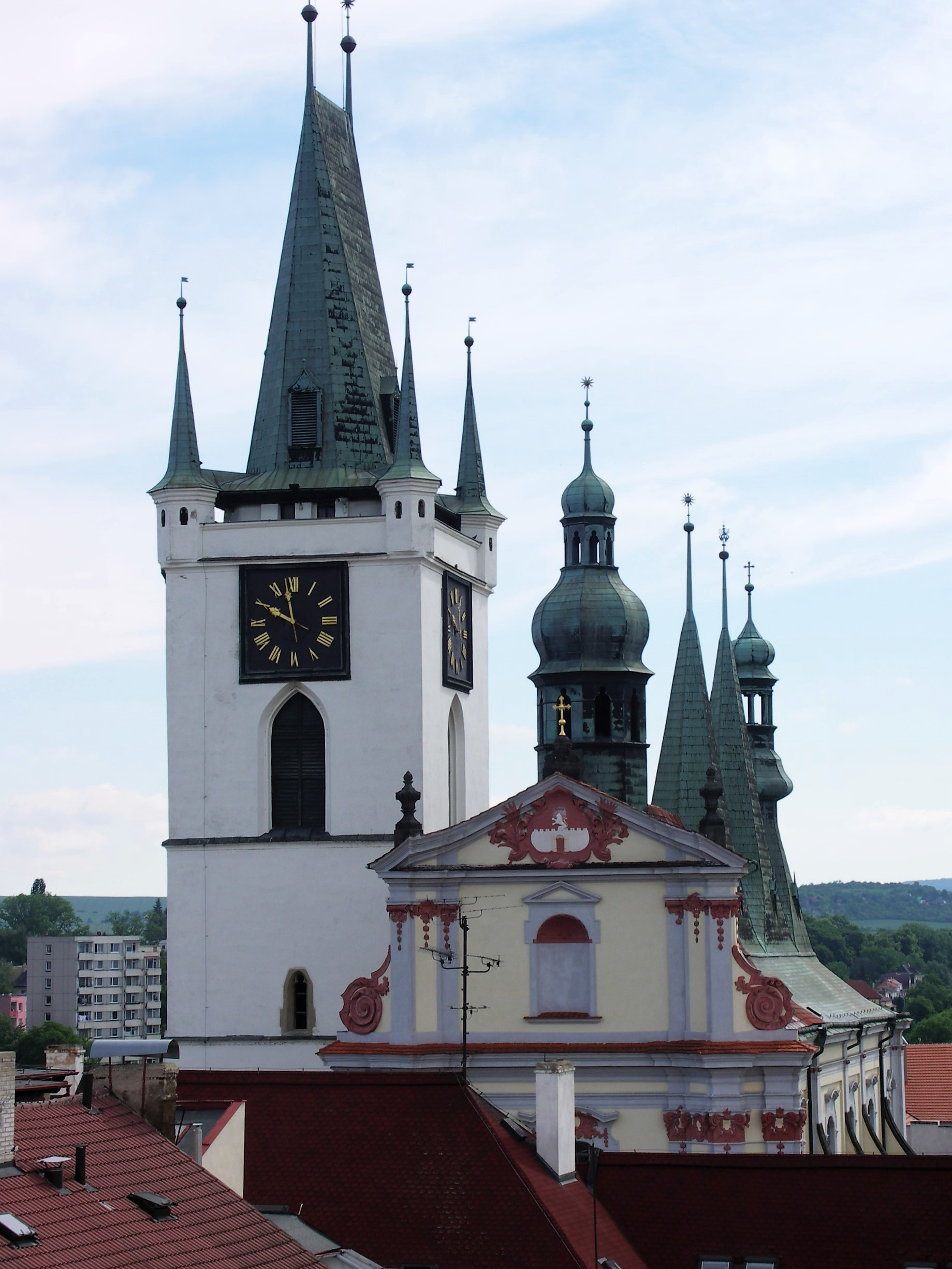
Věž a průčelí se střechou litoměřického kostela Všech svatých

Na stěnách kaple jsou rokokové malby z poloviny 18. století. Nad západním průchodem je zobrazení sv. Barbory před soudem, nad východním průchodem Stětí sv. Barbory. Na třetím pilíři je rokokový oltář sv. Peregrina z roku 1757. Má dva reliéfy na predelle. Titulní obraz je původní. Je umístěn v rámu s bohatě řezanými rokajovými křídly a andílky. Dvě zpovědnice v sousedních bočních jsou pozdně barokní ze 2. čtvrtiny 18. století. Jsou opatřeny hermovými pilastry, andílky, kupolemi, plastickými doplňky a bustami sv. Petra a sv. Pavla. Na dvířkách mají reliéfy od mistra z Teplic(?). Na místo byly přeneseny v roce 1786 ze zrušeného jezuitského kostela. Na dalším pilíři se nachází oltář sv. Liboria z roku 1714. Titulní obraz je původní a nachází se v rámu s bohatě řezanými akantovými křídly a kartuší v nástavci. Před predelou je menší rokoková edikula s votivním obrazem s loděmi na moři. Pochází ze 3. čtvrtiny 18. století. Na prvním pilíři jižní strany je rokokový oltář Čtrnácti svatých pomocníků. Je zhotoven z umělého mramoru a pochází z roku 1747 od Jana Hennevogela. Je portálový s andílky. Titulní obraz je připisován J. Čechovi. V 1. jižní kapli je rokokový oltář sv. Kříže. V roce 1766 byl vyzdoben polychromií z umělého mramoru Martinem Hennevogelem. Uprostřed se nachází kříž s Kristem, který býval od roku 1686 na hlavním oltáři. 
Po stranách oltáře sv. Kříže se nacházejí zlacené sochy Panny Marie a sv. Jana z poloviny 18. století. Na stěnách a klenbě kaple jsou původní malby z roku 1765 od Čecha. Na klenbě jsou andílci s nástroji Kristova utrpení, ve cviklech jsou symboly, na západní stěně Mojžíšův zázrak vody a nad východním průchodem biblický výjev: Měděný had, který byl odkryt při opravě kostela v roce 1935 a byl dost přemalován. Kostelní lavice jsou rokokové z let 1745–1757. Mají pilastry na čelech a bohatě řezané boky. Varhany pocházejí z roku 1884. Mají starší pozitiv a jsou opatřeny bohatými rokajovými řezbami z roku 1774 od J. Rusche.

## Věž

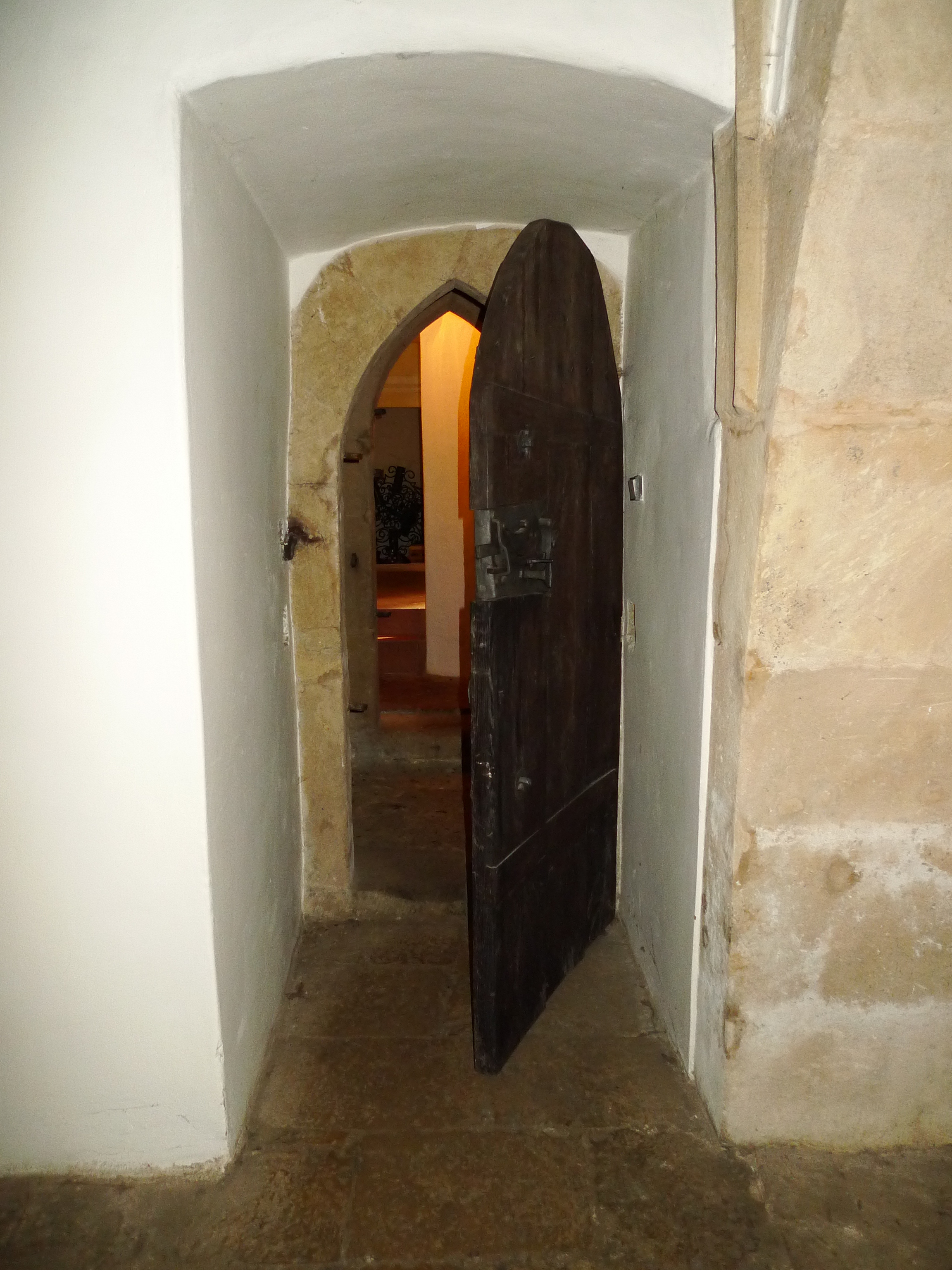
Vstup do přízemí věže

Vysoká hranolová věž stojící při kostele je gotická a pochází z roku 1341. Má štěrbinová okénka i hrotitá okénka s nosy. Ve zvonovém patře jsou větší hrotitá okna bez nosů. V přízemí věže je velká místnost s křížovou klenbou o klínových žebrech s výžlabkem a kruhovým svorníkem. Je těžko přístupná několika pevnými dveřmi z kostela a sloužila jako pokladnice. V patrových částech je zvláštní složitá dřevěná konstrukce pro zvony z let 1514–1517 od mistra Jiříka z Plzně. Zděný ochoz je z roku 1583 na místě staršího dřevěného. Střecha věže, datovaná do roku 1587, byla opravována v letech 1635 a 1713. Omítka věže byla obnovena v roce 1871, dále v roce 1954, a znovu na počátku 21. století.

## Duchovní správcové
- seznam je umístěn na stránce Římskokatolická farnost u Všech svatých Litoměřice